# Élections municipales de 2014 dans la Mayenne
Les élections municipales en Mayenne se sont déroulées les 23 et 30 mars 2014.

## Maires sortants et maires élus
Le scrutin est marqué par des changements notoires. Laval, la préfecture du département et remportée par le PS en 2008, est gagnée par l'UDI. La gauche est également battue à Bais, Commer, Grez-en-Bouère et Port-Brillet. Elle l'emporte toutefois à Chailland et Montenay. Majoritaire dans le département, la droite consolide sa position. L'UDI se maintient à Ambrières-les-Vallées, Changé, Château-Gontier et Saint-Berthevin et l'emporta à Evron. 
| Commune                     | Population | Maire sortant           | Parti | Parti | Maire élu              | Parti | Parti |
| --------------------------- | ---------- | ----------------------- | ----- | ----- | ---------------------- | ----- | ----- |
| Ahuillé                     | 1 860      | Pierre-Marie Ledauphin  |       | DVD   | Christelle Reillon     |       | DVD   |
| Ambrières-les-Vallées       | 2 794      | Dominique Collet        |       | UDI   | Guy Menard             |       | UDI   |
| Andouillé                   | 2 221      | Bertrand Lemaître       |       | DVG   | Bertrand Lemaître      |       | DVG   |
| Argentré                    | 2 690      | Christian Lefort        |       | DVD   | Christian Lefort       |       | DVD   |
| Aron                        | 1 755      | Jean-Claude Garnier     |       | DVD   | Pierre Foret           |       | DVD   |
| Azé                         | 3 279      | Michel Hervé            |       | DVD   | Pascal Mercier         |       | DVD   |
| Bais                        | 1 277      | Sylvie Pichot           |       | PS    | Marie-Cécile Morice    |       | UMP   |
| Ballots                     | 1 274      | François Quargnul       |       | DVD   | François Quargnul      |       | DVD   |
| Bazougers                   | 1 072      | Yveline Rapin           |       | DVD   | Yveline Rapin          |       | DVD   |
| Bonchamp-lès-Laval          | 5 820      | Pierre-Yves Mardelé     |       | DVD   | Gwénaël Poisson        |       | DVD   |
| Bouère                      | 1 062      | Jacky Chauveau          |       | DVD   | Jacky Chauveau         |       | DVD   |
| Chailland                   | 1 204      | Hubert de Pontbriand    |       | DVD   | Bruno Darras           |       | DVG   |
| Changé                      | 5 606      | Olivier Richefou        |       | UDI   | Olivier Richefou       |       | UDI   |
| Château-Gontier             | 11 690     | Philippe Henry          |       | UDI   | Philippe Henry         |       | UDI   |
| Châtillon-sur-Colmont       | 1 030      | Daniel Fourreau         |       | DVD   | Daniel Fourreau        |       | DVD   |
| Chemazé                     | 1 359      | Hervé Rousseau          |       | DVD   | Hervé Rousseau         |       | DVD   |
| Commer                      | 1 249      | Jean-Claude Font        |       | DVG   | Mickael Delahaye       |       | DVD   |
| Cossé-le-Vivien             | 2 963      | Joseph Louapre          |       | DVD   | Christophe Langouet    |       | DVD   |
| Craon                       | 4 522      | Paul Chaineau           |       | DVD   | Claude Gilet           |       | DVD   |
| Entrammes                   | 2 219      | Jean Bodin              |       | DVD   | Didier Marquet         |       | DVG   |
| Ernée                       | 5 801      | Gérard Lemonnier        |       | DVD   | Gérard Lemonnier       |       | DVD   |
| Évron                       | 7 135      | Joël Bedouet            |       | DVG   | Joël Balandraud        |       | UDI   |
| Fougerolles-du-Plessis      | 1 329      | Stéphane Sicot          |       | DVD   | Stéphane Sicot         |       | DVD   |
| Gorron                      | 2 737      | Jean-Marc Allain        |       | DVD   | Jean-Marc Allain       |       | DVD   |
| Grez-en-Bouère              | 1 005      | Marie-Henriette Perthué |       | DVG   | Jean-François Lassalle |       | DVD   |
| Javron-les-Chapelles        | 1 439      | Daniel Rattier          |       | DVD   | Daniel Rattier         |       | DVD   |
| Juvigné                     | 1 457      | Gérard Lemonnier        |       | DVD   | Gérard Lemonnier       |       | DVD   |
| L'Huisserie                 | 4 124      | Christian Briand        |       | PS    | Jean-Marc Bouhours     |       | PS    |
| La Baconnière               | 1 628      | Martine Duval           |       | DVD   | Jean-Louis Desmot      |       | DVD   |
| Landivy                     | 1 153      | Jean-Pierre Dupuis      |       | DVD   | Jean-Pierre Dupuis     |       | DVD   |
| Larchamp                    | 1 055      | Constant Buchard        |       | DVD   | Constant Buchard       |       | DVD   |
| Lassay-les-Châteaux         | 2 406      | Jean-Michel Crinière    |       | DVD   | Jean Raillard          |       | DVD   |
| Laval                       | 50 843     | Jean-Christophe Boyer   |       | PS    | François Zocchetto     |       | UDI   |
| Le Bourgneuf-la-Forêt       | 1 818      | Michel Fortuné          |       | DVD   | Michel Fortuné         |       | DVD   |
| Le Genest-Saint-Isle        | 2 082      | Nicole Bouillon         |       | DVD   | Nicole Bouillon        |       | DVD   |
| Loiron                      | 1 494      | Roland Bindel           |       | DVD   | Bernard Bourgeais      |       | DVD   |
| Louverné                    | 3 983      | Alain Boisbouvier       |       | PS    | Alain Boisbouvier      |       | PS    |
| Louvigné                    | 1 095      | Jean-Bernard Le Galliot |       | DVD   | Christine Dubois       |       | DVD   |
| Martigné-sur-Mayenne        | 1 677      | Rémi Sonnet             |       | DVD   | Rémi Sonnet            |       | DVD   |
| Mayenne                     | 13 226     | Michel Angot            |       | DVG   | Michel Angot           |       | DVG   |
| Méral                       | 1 078      | Jean-Marc Foucher       |       | DVD   | Jean-Marc Foucher      |       | DVD   |
| Meslay-du-Maine             | 2 757      | Patrick Le Roux         |       | DVD   | Noëlle Launay          |       | DVD   |
| Montenay                    | 1 373      | Jacqueline Leray        |       | DVD   | Jérôme Chardron        |       | EÉLV  |
| Montigné-le-Brillant        | 1 261      | Michel Peigner          |       | DVD   | Gérard Travers         |       | DVD   |
| Montjean                    | 1 007      | Louis Véron             |       | DVD   | Louis Véron            |       | DVD   |
| Montsûrs                    | 2 076      | Jean-Noël Ravé          |       | DVD   | Jean-Noël Ravé         |       | DVD   |
| Nuillé-sur-Vicoin           | 1 253      | Michel Desprez          |       | DVD   | Mickaël Marquet        |       | DVD   |
| Oisseau                     | 1 191      | Stéphane Manceau        |       | DVD   | Stéphane Manceau       |       | DVD   |
| Parné-sur-Roc               | 1 263      | Élisabeth Pannard       |       | DVD   | Daniel Guerin          |       | DVD   |
| Port-Brillet                | 1 876      | Thierry Rousseau        |       | DVG   | Gilles Pairin          |       | DVD   |
| Pré-en-Pail                 | 2 019      | Yves Cortès             |       | UMP   | Denis Geslain          |       | DVD   |
| Quelaines-Saint-Gault       | 2 041      | René Jallu              |       | DVD   | Monique Cadot          |       | DVD   |
| Renazé                      | 2 677      | Patrick Gaultier        |       | PS    | Patrick Gaultier       |       | PS    |
| Saint-Baudelle              | 1 192      | Maurice Boisseau        |       | DVG   | Maurice Boisseau       |       | DVG   |
| Saint-Berthevin             | 7 282      | Yannick Borde           |       | UDI   | Yannick Borde          |       | UDI   |
| Saint-Denis-d'Anjou         | 1 529      | Roger Guédon            |       | DVD   | Roger Guédon           |       | DVD   |
| Saint-Denis-de-Gastines     | 1 662      | Charles Brochard        |       | DVD   | Valérie Boittin        |       | DVD   |
| Saint-Fort                  | 1 565      | Patrick Fourmond        |       | DVD   | Gérard Prioux          |       | DVD   |
| Saint-Fraimbault-de-Prières | 1 020      | Hubert Moll             |       | DVG   | Hubert Moll            |       | DVG   |
| Saint-Georges-Buttavent     | 1 381      | Gérard Brodin           |       | DVD   | Gérard Brodin          |       | DVD   |
| Saint-Germain-le-Fouilloux  | 1 048      | Marcel Blanchet         |       | DVD   | Marcel Blanchet        |       | DVD   |
| Saint-Jean-sur-Mayenne      | 1 556      | Olivier Barré           |       | DVD   | Olivier Barré          |       | DVD   |
| Saint-Ouën-des-Toits        | 1 678      | Gérard Monceau          |       | DVD   | Gérard Monceau         |       | DVD   |
| Saint-Pierre-des-Nids       | 1 922      | Henri Leblond           |       | DVD   | Jean Rapy              |       | DVD   |
| Saint-Pierre-la-Cour        | 2 009      | Claude Le Feuvre        |       | DVD   | Claude Le Feuvre       |       | DVD   |
| Soulgé-sur-Ouette           | 1 109      | Jean-Michel Faguer      |       | DVD   | Michel Rocherulle      |       | DVD   |
| Vaiges                      | 1 157      | Marc Bernier            |       | UMP   | Marc Bernier           |       | UMP   |
| Villaines-la-Juhel          | 3 025      | Alain Schmitt           |       | DVD   | Daniel Lenoir          |       | DVD   |
| Villiers-Charlemagne        | 1 061      | Norbert Bouvet          |       | UMP   | Jacques Sabin          |       | DVD   |

### Résultats en nombre de maires
| Partis       | Partis                            | Maires sortants | Maires élus | Évolution     |
| ------------ | --------------------------------- | --------------- | ----------- | ------------- |
|              | Divers droite                     | 50              | 52          | 2             |
|              | UDI                               | 4               | 5           | 1             |
|              | Union pour un mouvement populaire | 2               | 2           | en stagnation |
| Total droite | Total droite                      | 56              | 59          | 3             |
|              | Divers gauche                     | 8               | 6           | 2             |
|              | Parti socialiste                  | 5               | 3           | 2             |
|              | EELV                              | 0               | 1           | 1             |
| Total gauche | Total gauche                      | 13              | 10          | 3             |
| Total        | Total                             | 69              | 69          | -             |

## Résultats dans les communes de plus de1 000 habitants

### Ahuillé
- Maire sortant : Pierre-Marie Ledauphin
- 19 sièges à pourvoir au conseil municipal (population légale 2011 : 1 860 habitants)
- 1 sièges à pourvoir au conseil communautaire (CA Laval Agglomération)

|                | Christelle Reillon | DVD            | 736   | 100,00 | 19 | 1 |  |  |
|                |                    |                |       |        |    |   |  |  |
| Inscrits       | Inscrits           | Inscrits       | 1 374 | 100,00 |    |   |  |  |
| Abstentions    | Abstentions        | Abstentions    | 496   | 36,10  |    |   |  |  |
| Votants        | Votants            | Votants        | 878   | 63,90  |    |   |  |  |
| Blancs et nuls | Blancs et nuls     | Blancs et nuls | 142   | 16,17  |    |   |  |  |
| Exprimés       | Exprimés           | Exprimés       | 736   | 83,83  |    |   |  |  |

### Ambrières-les-Vallées
- Maire sortant : Dominique Collet (UDI)
- 23 sièges à pourvoir au conseil municipal (population légale 2011 : 2 794 habitants)
- 5 sièges à pourvoir au conseil communautaire (CC du Bocage Mayennais)

|                | Guy Menard       | DVD            | 745   | 51,13  | 18 | 4 |  |  |
|                | Laurent Tronchot | DVD            | 712   | 48,86  | 5  | 1 |  |  |
|                |                  |                |       |        |    |   |  |  |
| Inscrits       | Inscrits         | Inscrits       | 2 190 | 100,00 |    |   |  |  |
| Abstentions    | Abstentions      | Abstentions    | 617   | 28,17  |    |   |  |  |
| Votants        | Votants          | Votants        | 1 573 | 71,83  |    |   |  |  |
| Blancs et nuls | Blancs et nuls   | Blancs et nuls | 116   | 7,37   |    |   |  |  |
| Exprimés       | Exprimés         | Exprimés       | 1 457 | 92,63  |    |   |  |  |

### Andouillé
- Maire sortant : Bertrand Lemaître (DVD)
- 19 sièges à pourvoir au conseil municipal (population légale 2011 : 2 221 habitants)
- 4 sièges à pourvoir au conseil communautaire (CC de l'Ernée)

|                | Bertrand Lemaitre | DVD            | 844   | 100,00 | 19 | 4 |  |  |
|                |                   |                |       |        |    |   |  |  |
| Inscrits       | Inscrits          | Inscrits       | 1 651 | 100,00 |    |   |  |  |
| Abstentions    | Abstentions       | Abstentions    | 575   | 34,83  |    |   |  |  |
| Votants        | Votants           | Votants        | 1 076 | 65,17  |    |   |  |  |
| Blancs et nuls | Blancs et nuls    | Blancs et nuls | 232   | 21,56  |    |   |  |  |
| Exprimés       | Exprimés          | Exprimés       | 844   | 78,44  |    |   |  |  |

### Argentré
- Maire sortant : Christian Lefort (DVD)
- 23 sièges à pourvoir au conseil municipal (population légale 2011 : 2 690 habitants)
- 2 sièges à pourvoir au conseil communautaire (CA Laval Agglomération)

|                          | Christian Lefort * | DVD            | 1 028 | 100,00 | 23 | 2 |  |  |
|                          |                    |                |       |        |    |   |  |  |
| Inscrits                 | Inscrits           | Inscrits       | 2 009 | 100,00 |    |   |  |  |
| Abstentions              | Abstentions        | Abstentions    | 808   | 40,22  |    |   |  |  |
| Votants                  | Votants            | Votants        | 1 201 | 59,78  |    |   |  |  |
| Blancs et nuls           | Blancs et nuls     | Blancs et nuls | 173   | 14,40  |    |   |  |  |
| Exprimés                 | Exprimés           | Exprimés       | 1 028 | 85,60  |    |   |  |  |
| * Liste du maire sortant |                    |                |       |        |    |   |  |  |

### Aron
- Maire sortant : Jean-Claude Garnier
- 19 sièges à pourvoir au conseil municipal (population légale 2011 : 1 755 habitants)
- 2 sièges à pourvoir au conseil communautaire (CC Mayenne Communauté)

|                | Pierre Foret   | DVD            | 564   | 100,00 | 19 | 2 |  |  |
|                |                |                |       |        |    |   |  |  |
| Inscrits       | Inscrits       | Inscrits       | 1 434 | 100,00 |    |   |  |  |
| Abstentions    | Abstentions    | Abstentions    | 596   | 41,56  |    |   |  |  |
| Votants        | Votants        | Votants        | 838   | 58,44  |    |   |  |  |
| Blancs et nuls | Blancs et nuls | Blancs et nuls | 274   | 32,70  |    |   |  |  |
| Exprimés       | Exprimés       | Exprimés       | 564   | 67,30  |    |   |  |  |

### Azé
- Maire sortant : Michel Hervé (DVD)
- 23 sièges à pourvoir au conseil municipal (population légale 2011 : 3 279 habitants)
- 6 sièges à pourvoir au conseil communautaire (CC du Pays de Château-Gontier)

|                | Pascal Mercier | DVD            | 1 467 | 100,00 | 23 | 6 |  |  |
|                |                |                |       |        |    |   |  |  |
| Inscrits       | Inscrits       | Inscrits       | 2 624 | 100,00 |    |   |  |  |
| Abstentions    | Abstentions    | Abstentions    | 958   | 36,51  |    |   |  |  |
| Votants        | Votants        | Votants        | 1 666 | 63,49  |    |   |  |  |
| Blancs et nuls | Blancs et nuls | Blancs et nuls | 199   | 11,94  |    |   |  |  |
| Exprimés       | Exprimés       | Exprimés       | 1 467 | 88,06  |    |   |  |  |

### Bais
- Maire sortante : Sylvie Pichot
- 15 sièges à pourvoir au conseil municipal (population légale 2011 : 1 277 habitants)
- 3 sièges à pourvoir au conseil communautaire (CC des Coëvrons)

|                          | Marie-Cécile Morice | UMP            | 394 | 60,42  | 12 | 2 |  |  |
|                          | Sylvie Pichot *     | DVG            | 258 | 39,57  | 3  | 1 |  |  |
|                          |                     |                |     |        |    |   |  |  |
| Inscrits                 | Inscrits            | Inscrits       | 928 | 100,00 |    |   |  |  |
| Abstentions              | Abstentions         | Abstentions    | 223 | 24,03  |    |   |  |  |
| Votants                  | Votants             | Votants        | 705 | 75,97  |    |   |  |  |
| Blancs et nuls           | Blancs et nuls      | Blancs et nuls | 53  | 7,52   |    |   |  |  |
| Exprimés                 | Exprimés            | Exprimés       | 652 | 92,48  |    |   |  |  |
| * Liste du maire sortant |                     |                |     |        |    |   |  |  |

### Ballots
- Maire sortant : François Quargnul
- 15 sièges à pourvoir au conseil municipal (population légale 2011 : 1 274 habitants)
- 3 sièges à pourvoir au conseil communautaire (CC du Pays de Craon)

|                | Franco Quargnul | DVD            | 444 | 70,92  | 13 | 3 |  |  |
|                | Éric Louaisil   | DVD            | 182 | 29,07  | 2  |   |  |  |
|                |                 |                |     |        |    |   |  |  |
| Inscrits       | Inscrits        | Inscrits       | 935 | 100,00 |    |   |  |  |
| Abstentions    | Abstentions     | Abstentions    | 272 | 29,09  |    |   |  |  |
| Votants        | Votants         | Votants        | 663 | 70,91  |    |   |  |  |
| Blancs et nuls | Blancs et nuls  | Blancs et nuls | 37  | 5,58   |    |   |  |  |
| Exprimés       | Exprimés        | Exprimés       | 626 | 94,42  |    |   |  |  |

### Bazougers
- Maire sortant : Yveline Rapin
- 15 sièges à pourvoir au conseil municipal (population légale 2011 : 1 072 habitants)
- 3 sièges à pourvoir au conseil communautaire (CC du Pays de Meslay-Grez)

|                          | Yveline Rapin *  | DVD            | 324 | 59,34  | 12 | 2 |  |  |
|                          | Jean-Pierre Viot | DVD            | 222 | 40,65  | 3  | 1 |  |  |
|                          |                  |                |     |        |    |   |  |  |
| Inscrits                 | Inscrits         | Inscrits       | 766 | 100,00 |    |   |  |  |
| Abstentions              | Abstentions      | Abstentions    | 205 | 26,76  |    |   |  |  |
| Votants                  | Votants          | Votants        | 561 | 73,24  |    |   |  |  |
| Blancs et nuls           | Blancs et nuls   | Blancs et nuls | 15  | 2,67   |    |   |  |  |
| Exprimés                 | Exprimés         | Exprimés       | 546 | 97,33  |    |   |  |  |
| * Liste du maire sortant |                  |                |     |        |    |   |  |  |

### Bonchamp-lès-Laval
- Maire sortant : Pierre-Yves Mardelé (DVD)
- 29 sièges à pourvoir au conseil municipal (population légale 2011 : 5 820 habitants)
- 4 sièges à pourvoir au conseil communautaire (CA Laval Agglomération)

|                | Gwénaël Poisson | DVD            | 1 926 | 62,02  | 24 | 4 |  |  |
|                | Michel Ferron   | DVG            | 874   | 28,14  | 4  |   |  |  |
|                | Olivier Bertron | DVD            | 305   | 9,82   | 1  |   |  |  |
|                |                 |                |       |        |    |   |  |  |
| Inscrits       | Inscrits        | Inscrits       | 4 793 | 100,00 |    |   |  |  |
| Abstentions    | Abstentions     | Abstentions    | 1 552 | 32,38  |    |   |  |  |
| Votants        | Votants         | Votants        | 3 241 | 67,62  |    |   |  |  |
| Blancs et nuls | Blancs et nuls  | Blancs et nuls | 136   | 4,20   |    |   |  |  |
| Exprimés       | Exprimés        | Exprimés       | 3 105 | 95,80  |    |   |  |  |

### Bouère
- Maire sortant : Jacky Chauveau
- 15 sièges à pourvoir au conseil municipal (population légale 2011 : 1 062 habitants)
- 3 sièges à pourvoir au conseil communautaire (CC du Pays de Meslay-Grez)

|                          | Jacky Chauveau * | DVD            | 275 | 100,00 | 15 | 3 |  |  |
|                          |                  |                |     |        |    |   |  |  |
| Inscrits                 | Inscrits         | Inscrits       | 678 | 100,00 |    |   |  |  |
| Abstentions              | Abstentions      | Abstentions    | 258 | 38,05  |    |   |  |  |
| Votants                  | Votants          | Votants        | 420 | 61,95  |    |   |  |  |
| Blancs et nuls           | Blancs et nuls   | Blancs et nuls | 145 | 34,52  |    |   |  |  |
| Exprimés                 | Exprimés         | Exprimés       | 275 | 65,48  |    |   |  |  |
| * Liste du maire sortant |                  |                |     |        |    |   |  |  |

### Chailland
- Maire sortant : Hubert de Pontbriand
- 15 sièges à pourvoir au conseil municipal (population légale 2011 : 1 204 habitants)
- 2 sièges à pourvoir au conseil communautaire (CC de l'Ernée)

|                | Bruno Darras         | DVD            | 353 | 53,08  | 12 | 2 |  |  |
|                | Hubert De Pontbriand | DVD            | 312 | 46,91  | 3  |   |  |  |
|                |                      |                |     |        |    |   |  |  |
| Inscrits       | Inscrits             | Inscrits       | 904 | 100,00 |    |   |  |  |
| Abstentions    | Abstentions          | Abstentions    | 184 | 20,35  |    |   |  |  |
| Votants        | Votants              | Votants        | 720 | 79,65  |    |   |  |  |
| Blancs et nuls | Blancs et nuls       | Blancs et nuls | 55  | 7,64   |    |   |  |  |
| Exprimés       | Exprimés             | Exprimés       | 665 | 92,36  |    |   |  |  |

### Changé
- Maire sortant : Olivier Richefou (UDI)
- 29 sièges à pourvoir au conseil municipal (population légale 2011 : 5 606 habitants)
- 4 sièges à pourvoir au conseil communautaire (CA Laval Agglomération)

|                          | Olivier Richefou * | DVD            | 2 233 | 74,88  | 26 | 4 |  |  |
|                          | Michel Lepage      | DVG            | 749   | 25,11  | 3  |   |  |  |
|                          |                    |                |       |        |    |   |  |  |
| Inscrits                 | Inscrits           | Inscrits       | 4 670 | 100,00 |    |   |  |  |
| Abstentions              | Abstentions        | Abstentions    | 1 557 | 33,34  |    |   |  |  |
| Votants                  | Votants            | Votants        | 3 113 | 66,66  |    |   |  |  |
| Blancs et nuls           | Blancs et nuls     | Blancs et nuls | 131   | 4,21   |    |   |  |  |
| Exprimés                 | Exprimés           | Exprimés       | 2 982 | 95,79  |    |   |  |  |
| * Liste du maire sortant |                    |                |       |        |    |   |  |  |

### Château-Gontier
- Maire sortant : Philippe Henry (UDI)
- 33 sièges à pourvoir au conseil municipal (population légale 2011 : 11 690 habitants)
- 20 sièges à pourvoir au conseil communautaire (CC du Pays de Château-Gontier)

|                          | Philippe Henry *          | DVD            | 3 033 | 62,10  | 27 | 16 |  |  |
|                          | François-Gonzague Meunier | DVD            | 980   | 20,06  | 3  | 2  |  |  |
|                          | Yannick Ledroit           | DVG            | 871   | 17,83  | 3  | 2  |  |  |
|                          |                           |                |       |        |    |    |  |  |
| Inscrits                 | Inscrits                  | Inscrits       | 7 959 | 100,00 |    |    |  |  |
| Abstentions              | Abstentions               | Abstentions    | 2 894 | 36,36  |    |    |  |  |
| Votants                  | Votants                   | Votants        | 5 065 | 63,64  |    |    |  |  |
| Blancs et nuls           | Blancs et nuls            | Blancs et nuls | 181   | 3,57   |    |    |  |  |
| Exprimés                 | Exprimés                  | Exprimés       | 4 884 | 96,43  |    |    |  |  |
| * Liste du maire sortant |                           |                |       |        |    |    |  |  |

### Châtillon-sur-Colmont
- Maire sortant : Daniel Fourreau
- 15 sièges à pourvoir au conseil municipal (population légale 2011 : 1 030 habitants)
- 2 sièges à pourvoir au conseil communautaire (CC du Bocage Mayennais)

|                          | Daniel Fourreau * | DVD            | 293 | 100,00 | 15 | 2 |  |  |
|                          |                   |                |     |        |    |   |  |  |
| Inscrits                 | Inscrits          | Inscrits       | 750 | 100,00 |    |   |  |  |
| Abstentions              | Abstentions       | Abstentions    | 269 | 35,87  |    |   |  |  |
| Votants                  | Votants           | Votants        | 481 | 64,13  |    |   |  |  |
| Blancs et nuls           | Blancs et nuls    | Blancs et nuls | 188 | 39,09  |    |   |  |  |
| Exprimés                 | Exprimés          | Exprimés       | 293 | 60,91  |    |   |  |  |
| * Liste du maire sortant |                   |                |     |        |    |   |  |  |

### Chemazé
- Maire sortant : Hervé Rousseau
- 15 sièges à pourvoir au conseil municipal (population légale 2011 : 1 359 habitants)
- 2 sièges à pourvoir au conseil communautaire (CC du Pays de Château-Gontier)

|                          | Hervé Rousseau * | DVD            | 436 | 64,21  | 13 | 2 |  |  |
|                          | Loïc Roueil      | DVD            | 243 | 35,78  | 2  |   |  |  |
|                          |                  |                |     |        |    |   |  |  |
| Inscrits                 | Inscrits         | Inscrits       | 955 | 100,00 |    |   |  |  |
| Abstentions              | Abstentions      | Abstentions    | 244 | 25,55  |    |   |  |  |
| Votants                  | Votants          | Votants        | 711 | 74,45  |    |   |  |  |
| Blancs et nuls           | Blancs et nuls   | Blancs et nuls | 32  | 4,50   |    |   |  |  |
| Exprimés                 | Exprimés         | Exprimés       | 679 | 95,50  |    |   |  |  |
| * Liste du maire sortant |                  |                |     |        |    |   |  |  |

### Commer
- Maire sortant : Jean-Claude Font
- 15 sièges à pourvoir au conseil municipal (population légale 2011 : 1 249 habitants)
- 2 sièges à pourvoir au conseil communautaire (CC Mayenne Communauté)

|                          | Mickael Delahaye   | DVD            | 526 | 72,95  | 13 | 2 |  |  |
|                          | Jean-Claude Font * | DVG            | 195 | 27,04  | 2  |   |  |  |
|                          |                    |                |     |        |    |   |  |  |
| Inscrits                 | Inscrits           | Inscrits       | 963 | 100,00 |    |   |  |  |
| Abstentions              | Abstentions        | Abstentions    | 223 | 23,16  |    |   |  |  |
| Votants                  | Votants            | Votants        | 740 | 76,84  |    |   |  |  |
| Blancs et nuls           | Blancs et nuls     | Blancs et nuls | 19  | 2,57   |    |   |  |  |
| Exprimés                 | Exprimés           | Exprimés       | 721 | 97,43  |    |   |  |  |
| * Liste du maire sortant |                    |                |     |        |    |   |  |  |

### Cossé-le-Vivien
- Maire sortant : Joseph Louapre (DVD)
- 23 sièges à pourvoir au conseil municipal (population légale 2011 : 2 963 habitants)
- 6 sièges à pourvoir au conseil communautaire (CC du Pays de Craon)

|                | Christophe Langouet | DVD            | 1 002 | 100,00 | 23 | 6 |  |  |
|                |                     |                |       |        |    |   |  |  |
| Inscrits       | Inscrits            | Inscrits       | 2 291 | 100,00 |    |   |  |  |
| Abstentions    | Abstentions         | Abstentions    | 904   | 39,46  |    |   |  |  |
| Votants        | Votants             | Votants        | 1 387 | 60,54  |    |   |  |  |
| Blancs et nuls | Blancs et nuls      | Blancs et nuls | 385   | 27,76  |    |   |  |  |
| Exprimés       | Exprimés            | Exprimés       | 1 002 | 72,24  |    |   |  |  |

### Craon
- Maire sortant : Paul Chaineau (DVD)
- 27 sièges à pourvoir au conseil municipal (population légale 2011 : 4 522 habitants)
- 10 sièges à pourvoir au conseil communautaire (CC du Pays de Craon)

|                | Claude Gilet    | DVD            | 1 364 | 55,15  | 21 | 8 |  |  |
|                | Camille Besnier | DVD            | 918   | 37,12  | 5  | 2 |  |  |
|                | Matthieu Mautin | EXD            | 191   | 7,72   | 1  |   |  |  |
|                |                 |                |       |        |    |   |  |  |
| Inscrits       | Inscrits        | Inscrits       | 3 750 | 100,00 |    |   |  |  |
| Abstentions    | Abstentions     | Abstentions    | 1 192 | 31,79  |    |   |  |  |
| Votants        | Votants         | Votants        | 2 558 | 68,21  |    |   |  |  |
| Blancs et nuls | Blancs et nuls  | Blancs et nuls | 85    | 3,32   |    |   |  |  |
| Exprimés       | Exprimés        | Exprimés       | 2 473 | 96,68  |    |   |  |  |

### Entrammes
- Maire sortant : Jean Bodin (DVD)
- 19 sièges à pourvoir au conseil municipal (population légale 2011 : 2 219 habitants)
- 2 sièges à pourvoir au conseil communautaire (CA Laval Agglomération)

|                | Didier Marquet | DVG            | 842   | 73,73  | 17 | 2 |  |  |
|                | Chantal Huaume | DVD            | 300   | 26,26  | 2  |   |  |  |
|                |                |                |       |        |    |   |  |  |
| Inscrits       | Inscrits       | Inscrits       | 1 595 | 100,00 |    |   |  |  |
| Abstentions    | Abstentions    | Abstentions    | 388   | 24,33  |    |   |  |  |
| Votants        | Votants        | Votants        | 1 207 | 75,67  |    |   |  |  |
| Blancs et nuls | Blancs et nuls | Blancs et nuls | 65    | 5,39   |    |   |  |  |
| Exprimés       | Exprimés       | Exprimés       | 1 142 | 94,61  |    |   |  |  |

### Ernée
- Maire sortant : Gérard Lemonnier (DVD)
- 29 sièges à pourvoir au conseil municipal (population légale 2011 : 5 801 habitants)
- 11 sièges à pourvoir au conseil communautaire (CC de l'Ernée)

|                          | Gérard Lemonnier * | DVD            | 2 163 | 77,47  | 26 | 10 |  |  |
|                          | Christiane Raulin  | DVG            | 629   | 22,52  | 3  | 1  |  |  |
|                          |                    |                |       |        |    |    |  |  |
| Inscrits                 | Inscrits           | Inscrits       | 4 231 | 100,00 |    |    |  |  |
| Abstentions              | Abstentions        | Abstentions    | 1 300 | 30,73  |    |    |  |  |
| Votants                  | Votants            | Votants        | 2 931 | 69,27  |    |    |  |  |
| Blancs et nuls           | Blancs et nuls     | Blancs et nuls | 139   | 4,74   |    |    |  |  |
| Exprimés                 | Exprimés           | Exprimés       | 2 792 | 95,26  |    |    |  |  |
| * Liste du maire sortant |                    |                |       |        |    |    |  |  |

### Évron
- Maire sortant : Joël Bedouet (DVG)
- 29 sièges à pourvoir au conseil municipal (population légale 2011 : 7 135 habitants)
- 13 sièges à pourvoir au conseil communautaire (CC des Coëvrons)

|                | Joël Balandraud | UMP-UDI        | 2 007 | 58,73  | 23 | 11 |  |  |
|                | Yves Guilloux   | DVG            | 1 410 | 41,26  | 6  | 2  |  |  |
|                |                 |                |       |        |    |    |  |  |
| Inscrits       | Inscrits        | Inscrits       | 5 363 | 100,00 |    |    |  |  |
| Abstentions    | Abstentions     | Abstentions    | 1 744 | 32,52  |    |    |  |  |
| Votants        | Votants         | Votants        | 3 619 | 67,48  |    |    |  |  |
| Blancs et nuls | Blancs et nuls  | Blancs et nuls | 202   | 5,58   |    |    |  |  |
| Exprimés       | Exprimés        | Exprimés       | 3 417 | 94,42  |    |    |  |  |

### Fougerolles-du-Plessis
- Maire sortant : Stéphane Sicot
- 15 sièges à pourvoir au conseil municipal (population légale 2011 : 1 329 habitants)
- 2 sièges à pourvoir au conseil communautaire (CC du Bocage Mayennais)

|                          | Stéphane Sicot * | DVD            | 316   | 100,00 | 15 | 2 |  |  |
|                          |                  |                |       |        |    |   |  |  |
| Inscrits                 | Inscrits         | Inscrits       | 1 030 | 100,00 |    |   |  |  |
| Abstentions              | Abstentions      | Abstentions    | 360   | 34,95  |    |   |  |  |
| Votants                  | Votants          | Votants        | 670   | 65,05  |    |   |  |  |
| Blancs et nuls           | Blancs et nuls   | Blancs et nuls | 354   | 52,84  |    |   |  |  |
| Exprimés                 | Exprimés         | Exprimés       | 316   | 47,16  |    |   |  |  |
| * Liste du maire sortant |                  |                |       |        |    |   |  |  |

### Gorron
- Maire sortant : Jean-Marc Allain (DVD)
- 23 sièges à pourvoir au conseil municipal (population légale 2011 : 2 737 habitants)
- 5 sièges à pourvoir au conseil communautaire (CC du Bocage Mayennais)

|                          | Jean-Marc Allain * | DVD            | 867   | 100,00 | 23 | 5 |  |  |
|                          |                    |                |       |        |    |   |  |  |
| Inscrits                 | Inscrits           | Inscrits       | 2 075 | 100,00 |    |   |  |  |
| Abstentions              | Abstentions        | Abstentions    | 780   | 37,59  |    |   |  |  |
| Votants                  | Votants            | Votants        | 1 295 | 62,41  |    |   |  |  |
| Blancs et nuls           | Blancs et nuls     | Blancs et nuls | 428   | 33,05  |    |   |  |  |
| Exprimés                 | Exprimés           | Exprimés       | 867   | 66,95  |    |   |  |  |
| * Liste du maire sortant |                    |                |       |        |    |   |  |  |

### Grez-en-Bouère
- Maire sortant : Marie-Henriette Perthué
- 15 sièges à pourvoir au conseil municipal (population légale 2011 : 1 005 habitants)
- 3 sièges à pourvoir au conseil communautaire (CC du Pays de Meslay-Grez)

|                | Jean-François Lassalle | DVD            | 256 | 56,88  | 12 | 2 |  |  |
|                | Joseph Gaudin          | DVG            | 194 | 43,11  | 3  | 1 |  |  |
|                |                        |                |     |        |    |   |  |  |
| Inscrits       | Inscrits               | Inscrits       | 777 | 100,00 |    |   |  |  |
| Abstentions    | Abstentions            | Abstentions    | 274 | 35,26  |    |   |  |  |
| Votants        | Votants                | Votants        | 503 | 64,74  |    |   |  |  |
| Blancs et nuls | Blancs et nuls         | Blancs et nuls | 53  | 10,54  |    |   |  |  |
| Exprimés       | Exprimés               | Exprimés       | 450 | 89,46  |    |   |  |  |

### Javron-les-Chapelles
- Maire sortant : Daniel Rattier
- 15 sièges à pourvoir au conseil municipal (population légale 2011 : 1 439 habitants)
- 4 sièges à pourvoir au conseil communautaire (CC du Mont des Avaloirs)

|                          | Daniel Rattier * | DVD            | 518   | 100,00 | 15 | 4 |  |  |
|                          |                  |                |       |        |    |   |  |  |
| Inscrits                 | Inscrits         | Inscrits       | 1 044 | 100,00 |    |   |  |  |
| Abstentions              | Abstentions      | Abstentions    | 353   | 33,81  |    |   |  |  |
| Votants                  | Votants          | Votants        | 691   | 66,19  |    |   |  |  |
| Blancs et nuls           | Blancs et nuls   | Blancs et nuls | 173   | 25,04  |    |   |  |  |
| Exprimés                 | Exprimés         | Exprimés       | 518   | 74,96  |    |   |  |  |
| * Liste du maire sortant |                  |                |       |        |    |   |  |  |

### Juvigné
- Maire sortant : Gérard Lemonnier
- 15 sièges à pourvoir au conseil municipal (population légale 2011 : 1 457 habitants)
- 2 sièges à pourvoir au conseil communautaire (CC de l'Ernée)

|                          | Gérard Lemonnier * | DVD            | 369   | 100,00 | 15 | 2 |  |  |
|                          |                    |                |       |        |    |   |  |  |
| Inscrits                 | Inscrits           | Inscrits       | 1 064 | 100,00 |    |   |  |  |
| Abstentions              | Abstentions        | Abstentions    | 356   | 33,46  |    |   |  |  |
| Votants                  | Votants            | Votants        | 708   | 66,54  |    |   |  |  |
| Blancs et nuls           | Blancs et nuls     | Blancs et nuls | 339   | 47,88  |    |   |  |  |
| Exprimés                 | Exprimés           | Exprimés       | 369   | 52,12  |    |   |  |  |
| * Liste du maire sortant |                    |                |       |        |    |   |  |  |

### L'Huisserie
- Maire sortant : Christian Briand (PS)
- 27 sièges à pourvoir au conseil municipal (population légale 2011 : 4 124 habitants)
- 3 sièges à pourvoir au conseil communautaire (CA Laval Agglomération)

|                | Jean-Marc Bouhours | DVG            | 1 206 | 54,49  | 21 | 2 |  |  |
|                | Loïc Houdayer      | DVD            | 1 007 | 45,50  | 6  | 1 |  |  |
|                |                    |                |       |        |    |   |  |  |
| Inscrits       | Inscrits           | Inscrits       | 3 296 | 100,00 |    |   |  |  |
| Abstentions    | Abstentions        | Abstentions    | 965   | 29,28  |    |   |  |  |
| Votants        | Votants            | Votants        | 2 331 | 70,72  |    |   |  |  |
| Blancs et nuls | Blancs et nuls     | Blancs et nuls | 118   | 5,06   |    |   |  |  |
| Exprimés       | Exprimés           | Exprimés       | 2 213 | 94,94  |    |   |  |  |

### La Baconnière
- Maire sortant : Martine Duval
- 19 sièges à pourvoir au conseil municipal (population légale 2011 : 1 628 habitants)
- 2 sièges à pourvoir au conseil communautaire (CC de l'Ernée)

|                | Jean-Louis Desmot  | DVD            | 492   | 65,68  | 16 | 2 |  |  |
|                | Dominique Barroche | DVD            | 257   | 34,31  | 3  |   |  |  |
|                |                    |                |       |        |    |   |  |  |
| Inscrits       | Inscrits           | Inscrits       | 1 147 | 100,00 |    |   |  |  |
| Abstentions    | Abstentions        | Abstentions    | 312   | 27,20  |    |   |  |  |
| Votants        | Votants            | Votants        | 835   | 72,80  |    |   |  |  |
| Blancs et nuls | Blancs et nuls     | Blancs et nuls | 86    | 10,30  |    |   |  |  |
| Exprimés       | Exprimés           | Exprimés       | 749   | 89,70  |    |   |  |  |

### Landivy
- Maire sortant : Jean-Pierre Dupuis
- 15 sièges à pourvoir au conseil municipal (population légale 2011 : 1 153 habitants)
- 2 sièges à pourvoir au conseil communautaire (CC du Bocage Mayennais)

|                | Jean Pierre Dupuis | DVD            | 346 | 100,00 | 15 | 2 |  |  |
|                |                    |                |     |        |    |   |  |  |
| Inscrits       | Inscrits           | Inscrits       | 915 | 100,00 |    |   |  |  |
| Abstentions    | Abstentions        | Abstentions    | 333 | 36,39  |    |   |  |  |
| Votants        | Votants            | Votants        | 582 | 63,61  |    |   |  |  |
| Blancs et nuls | Blancs et nuls     | Blancs et nuls | 236 | 40,55  |    |   |  |  |
| Exprimés       | Exprimés           | Exprimés       | 346 | 59,45  |    |   |  |  |

### Larchamp
- Maire sortant : Constant Buchard
- 15 sièges à pourvoir au conseil municipal (population légale 2011 : 1 055 habitants)
- 2 sièges à pourvoir au conseil communautaire (CC de l'Ernée)

|                          | Constant Buchard * | DVD            | 356 | 100,00 | 15 | 2 |  |  |
|                          |                    |                |     |        |    |   |  |  |
| Inscrits                 | Inscrits           | Inscrits       | 803 | 100,00 |    |   |  |  |
| Abstentions              | Abstentions        | Abstentions    | 258 | 32,13  |    |   |  |  |
| Votants                  | Votants            | Votants        | 545 | 67,87  |    |   |  |  |
| Blancs et nuls           | Blancs et nuls     | Blancs et nuls | 189 | 34,68  |    |   |  |  |
| Exprimés                 | Exprimés           | Exprimés       | 356 | 65,32  |    |   |  |  |
| * Liste du maire sortant |                    |                |     |        |    |   |  |  |

### Lassay-les-Châteaux
- Maire sortant : Jean-Michel Crinière (DVD)
- 19 sièges à pourvoir au conseil municipal (population légale 2011 : 2 406 habitants)
- 9 sièges à pourvoir au conseil communautaire (CC Mayenne Communauté)

|                | Jean Raillard  | DVD            | 658   | 53,67  | 15 | 7 |  |  |
|                | Yvon Ray       | DVD            | 568   | 46,32  | 4  | 2 |  |  |
|                |                |                |       |        |    |   |  |  |
| Inscrits       | Inscrits       | Inscrits       | 1 765 | 100,00 |    |   |  |  |
| Abstentions    | Abstentions    | Abstentions    | 444   | 25,16  |    |   |  |  |
| Votants        | Votants        | Votants        | 1 321 | 74,84  |    |   |  |  |
| Blancs et nuls | Blancs et nuls | Blancs et nuls | 95    | 7,19   |    |   |  |  |
| Exprimés       | Exprimés       | Exprimés       | 1 226 | 92,81  |    |   |  |  |

### Laval

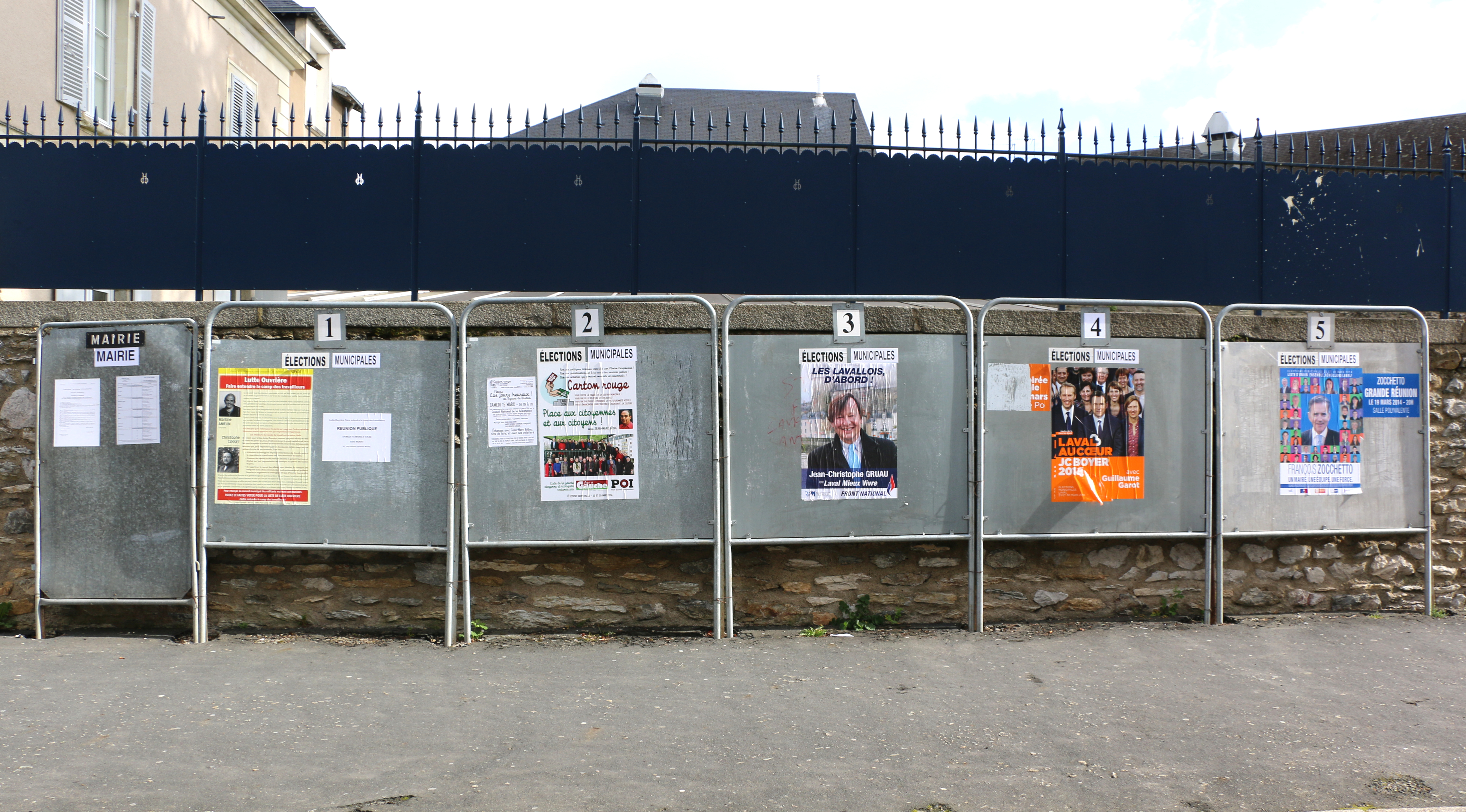
Affiches des différents candidats au premier tour.

- Maire sortant : Jean-Christophe Boyer (PS)
- 45 sièges à pourvoir au conseil municipal (population légale 2011 : 50 843 habitants)
- 32 sièges à pourvoir au conseil communautaire (CA Laval Agglomération)

| Tête de liste            | Tête de liste           | Liste           | Premier tour | Premier tour | Second tour | Second tour | Sièges | Sièges |
| Tête de liste            | Tête de liste           | Liste           | Voix         | %            | Voix        | %           | CM     | CC     |
| ------------------------ | ----------------------- | --------------- | ------------ | ------------ | ----------- | ----------- | ------ | ------ |
|                          | François Zocchetto      | UDI-UMP-MoDem   | 9 065        | 46,40        | 10 498      | 51,56       | 35     | 24     |
|                          | Jean-Christophe Boyer * | PS-PCF-EELV-PRG | 6 743        | 34,51        | 8 360       | 41,06       | 9      | 7      |
|                          | Jean-Christophe Gruau   | FN              | 1 977        | 10,11        | 1 499       | 7,36        | 1      | 1      |
|                          | Jean-Marc Bedue         | PG-POI          | 1 420        | 7,26         |             |             |        |        |
|                          | Martine Amelin          | LO              | 331          | 1,69         |             |             |        |        |
|                          |                         |                 |              |              |             |             |        |        |
| Inscrits                 | Inscrits                | Inscrits        | 32 256       | 100,00       | 32 256      | 100,00      |        |        |
| Abstentions              | Abstentions             | Abstentions     | 11 964       | 37,09        | 11 077      | 34,34       |        |        |
| Votants                  | Votants                 | Votants         | 20 292       | 62,91        | 21 179      | 65,66       |        |        |
| Blancs et nuls           | Blancs et nuls          | Blancs et nuls  | 756          | 3,73         | 822         | 3,88        |        |        |
| Exprimés                 | Exprimés                | Exprimés        | 19 536       | 96,27        | 20 357      | 96,12       |        |        |
| * Liste du maire sortant |                         |                 |              |              |             |             |        |        |

### Le Bourgneuf-la-Forêt
- Maire sortant : Michel Fortuné
- 19 sièges à pourvoir au conseil municipal (population légale 2011 : 1 818 habitants)
- 3 sièges à pourvoir au conseil communautaire (CA Laval Agglomération)

|                | Michel Fortune   | DVD            | 564   | 60,00  | 16 | 2 |  |  |
|                | Jean-Yves Saliou | DVD            | 376   | 40,00  | 3  | 1 |  |  |
|                |                  |                |       |        |    |   |  |  |
| Inscrits       | Inscrits         | Inscrits       | 1 314 | 100,00 |    |   |  |  |
| Abstentions    | Abstentions      | Abstentions    | 334   | 25,42  |    |   |  |  |
| Votants        | Votants          | Votants        | 980   | 74,58  |    |   |  |  |
| Blancs et nuls | Blancs et nuls   | Blancs et nuls | 40    | 4,08   |    |   |  |  |
| Exprimés       | Exprimés         | Exprimés       | 940   | 95,92  |    |   |  |  |

### Le Genest-Saint-Isle
- Maire sortant : Nicole Bouillon (DVD)
- 19 sièges à pourvoir au conseil municipal (population légale 2011 : 2 082 habitants)
- 3 sièges à pourvoir au conseil communautaire (CA Laval Agglomération)

|                          | Nicole Bouillon * | DVD            | 691   | 100,00 | 19 | 3 |  |  |
|                          |                   |                |       |        |    |   |  |  |
| Inscrits                 | Inscrits          | Inscrits       | 1 575 | 100,00 |    |   |  |  |
| Abstentions              | Abstentions       | Abstentions    | 660   | 41,90  |    |   |  |  |
| Votants                  | Votants           | Votants        | 915   | 58,10  |    |   |  |  |
| Blancs et nuls           | Blancs et nuls    | Blancs et nuls | 224   | 24,48  |    |   |  |  |
| Exprimés                 | Exprimés          | Exprimés       | 691   | 75,52  |    |   |  |  |
| * Liste du maire sortant |                   |                |       |        |    |   |  |  |

### Loiron
- Maire sortant : Roland Bindel
- 15 sièges à pourvoir au conseil municipal (population légale 2011 : 1 494 habitants)
- 3 sièges à pourvoir au conseil communautaire (CC du Pays de Loiron)

|                | Bernard Bourgeais | DVD            | 560   | 100,00 | 15 | 3 |  |  |
|                |                   |                |       |        |    |   |  |  |
| Inscrits       | Inscrits          | Inscrits       | 1 164 | 100,00 |    |   |  |  |
| Abstentions    | Abstentions       | Abstentions    | 495   | 42,53  |    |   |  |  |
| Votants        | Votants           | Votants        | 669   | 57,47  |    |   |  |  |
| Blancs et nuls | Blancs et nuls    | Blancs et nuls | 109   | 16,29  |    |   |  |  |
| Exprimés       | Exprimés          | Exprimés       | 560   | 83,71  |    |   |  |  |

### Louverné
- Maire sortant : Alain Boisbouvier (PS)
- 27 sièges à pourvoir au conseil municipal (population légale 2011 : 3 983 habitants)
- 3 sièges à pourvoir au conseil communautaire (CA Laval Agglomération)

|                          | Alain Boisbouvier * | DVG            | 1 614 | 100,00 | 27 | 3 |  |  |
|                          |                     |                |       |        |    |   |  |  |
| Inscrits                 | Inscrits            | Inscrits       | 3 049 | 100,00 |    |   |  |  |
| Abstentions              | Abstentions         | Abstentions    | 1 171 | 38,41  |    |   |  |  |
| Votants                  | Votants             | Votants        | 1 878 | 61,59  |    |   |  |  |
| Blancs et nuls           | Blancs et nuls      | Blancs et nuls | 264   | 14,06  |    |   |  |  |
| Exprimés                 | Exprimés            | Exprimés       | 1 614 | 85,94  |    |   |  |  |
| * Liste du maire sortant |                     |                |       |        |    |   |  |  |

### Louvigné
- Maire sortant : Jean-Bernard Le Galliot
- 15 sièges à pourvoir au conseil municipal (population légale 2011 : 1 095 habitants)
- 1 sièges à pourvoir au conseil communautaire (CA Laval Agglomération)

|                | Christine Dubois | DVD            | 406 | 100,00 | 15 | 1 |  |  |
|                |                  |                |     |        |    |   |  |  |
| Inscrits       | Inscrits         | Inscrits       | 691 | 100,00 |    |   |  |  |
| Abstentions    | Abstentions      | Abstentions    | 203 | 29,38  |    |   |  |  |
| Votants        | Votants          | Votants        | 488 | 70,62  |    |   |  |  |
| Blancs et nuls | Blancs et nuls   | Blancs et nuls | 82  | 16,80  |    |   |  |  |
| Exprimés       | Exprimés         | Exprimés       | 406 | 83,20  |    |   |  |  |

### Martigné-sur-Mayenne
- Maire sortant : Rémi Sonnet
- 19 sièges à pourvoir au conseil municipal (population légale 2011 : 1 677 habitants)
- 2 sièges à pourvoir au conseil communautaire (CC Mayenne Communauté)

|                          | Rémi Sonnet *  | DVD            | 676   | 100,00 | 19 | 2 |  |  |
|                          |                |                |       |        |    |   |  |  |
| Inscrits                 | Inscrits       | Inscrits       | 1 214 | 100,00 |    |   |  |  |
| Abstentions              | Abstentions    | Abstentions    | 361   | 29,74  |    |   |  |  |
| Votants                  | Votants        | Votants        | 853   | 70,26  |    |   |  |  |
| Blancs et nuls           | Blancs et nuls | Blancs et nuls | 177   | 20,75  |    |   |  |  |
| Exprimés                 | Exprimés       | Exprimés       | 676   | 79,25  |    |   |  |  |
| * Liste du maire sortant |                |                |       |        |    |   |  |  |

### Mayenne
- Maire sortant : Michel Angot (DVG)
- 33 sièges à pourvoir au conseil municipal (population légale 2011 : 13 226 habitants)
- 20 sièges à pourvoir au conseil communautaire (CC Mayenne Communauté)

|                          | Michel Angot * | DVG            | 3 321 | 100,00 | 33 | 20 |  |  |
|                          |                |                |       |        |    |    |  |  |
| Inscrits                 | Inscrits       | Inscrits       | 9 747 | 100,00 |    |    |  |  |
| Abstentions              | Abstentions    | Abstentions    | 4 664 | 47,85  |    |    |  |  |
| Votants                  | Votants        | Votants        | 5 083 | 52,15  |    |    |  |  |
| Blancs et nuls           | Blancs et nuls | Blancs et nuls | 1 762 | 34,66  |    |    |  |  |
| Exprimés                 | Exprimés       | Exprimés       | 3 321 | 65,34  |    |    |  |  |
| * Liste du maire sortant |                |                |       |        |    |    |  |  |

### Méral
- Maire sortant : Jean-Marc Foucher
- 15 sièges à pourvoir au conseil municipal (population légale 2011 : 1 078 habitants)
- 2 sièges à pourvoir au conseil communautaire (CC du Pays de Craon)

|                          | Jean-Marc Foucher * | DVD            | 301 | 100,00 | 15 | 2 |  |  |
|                          |                     |                |     |        |    |   |  |  |
| Inscrits                 | Inscrits            | Inscrits       | 722 | 100,00 |    |   |  |  |
| Abstentions              | Abstentions         | Abstentions    | 300 | 41,55  |    |   |  |  |
| Votants                  | Votants             | Votants        | 422 | 58,45  |    |   |  |  |
| Blancs et nuls           | Blancs et nuls      | Blancs et nuls | 121 | 28,67  |    |   |  |  |
| Exprimés                 | Exprimés            | Exprimés       | 301 | 71,33  |    |   |  |  |
| * Liste du maire sortant |                     |                |     |        |    |   |  |  |

### Meslay-du-Maine
- Maire sortant : Patrick Le Roux (DVD)
- 23 sièges à pourvoir au conseil municipal (population légale 2011 : 2 757 habitants)
- 6 sièges à pourvoir au conseil communautaire (CC du Pays de Meslay-Grez)

|                | Noëlle Launay  | DVD            | 905   | 100,00 | 23 | 6 |  |  |
|                |                |                |       |        |    |   |  |  |
| Inscrits       | Inscrits       | Inscrits       | 2 046 | 100,00 |    |   |  |  |
| Abstentions    | Abstentions    | Abstentions    | 746   | 36,46  |    |   |  |  |
| Votants        | Votants        | Votants        | 1 300 | 63,54  |    |   |  |  |
| Blancs et nuls | Blancs et nuls | Blancs et nuls | 395   | 30,38  |    |   |  |  |
| Exprimés       | Exprimés       | Exprimés       | 905   | 69,62  |    |   |  |  |

### Montenay
- Maire sortant : Jacqueline Leray
- 15 sièges à pourvoir au conseil municipal (population légale 2011 : 1 373 habitants)
- 2 sièges à pourvoir au conseil communautaire (CC de l'Ernée)

|                | Jérôme Chardron | EÉLV           | 452   | 100,00 | 15 | 2 |  |  |
|                |                 |                |       |        |    |   |  |  |
| Inscrits       | Inscrits        | Inscrits       | 1 092 | 100,00 |    |   |  |  |
| Abstentions    | Abstentions     | Abstentions    | 379   | 34,71  |    |   |  |  |
| Votants        | Votants         | Votants        | 713   | 65,29  |    |   |  |  |
| Blancs et nuls | Blancs et nuls  | Blancs et nuls | 261   | 36,61  |    |   |  |  |
| Exprimés       | Exprimés        | Exprimés       | 452   | 63,39  |    |   |  |  |

### Montigné-le-Brillant
- Maire sortant : Michel Peigner
- 15 sièges à pourvoir au conseil municipal (population légale 2011 : 1 261 habitants)
- 1 sièges à pourvoir au conseil communautaire (CA Laval Agglomération)

|                          | Michel Peigner * | DVD            | 365   | 52,21  | 12 | 1 |  |  |
|                          | Gérard Travers   | DVD            | 334   | 47,78  | 3  |   |  |  |
|                          |                  |                |       |        |    |   |  |  |
| Inscrits                 | Inscrits         | Inscrits       | 1 015 | 100,00 |    |   |  |  |
| Abstentions              | Abstentions      | Abstentions    | 292   | 28,77  |    |   |  |  |
| Votants                  | Votants          | Votants        | 723   | 71,23  |    |   |  |  |
| Blancs et nuls           | Blancs et nuls   | Blancs et nuls | 24    | 3,32   |    |   |  |  |
| Exprimés                 | Exprimés         | Exprimés       | 699   | 96,68  |    |   |  |  |
| * Liste du maire sortant |                  |                |       |        |    |   |  |  |

### Montjean
- Maire sortant : Louis Véron
- 15 sièges à pourvoir au conseil municipal (population légale 2011 : 1 007 habitants)
- 2 sièges à pourvoir au conseil communautaire (CA Laval Agglomération)

|                | Louis Veron      | DVD            | 284 | 57,02  | 12 | 2 |  |  |
|                | Vincent Paillard | DVD            | 214 | 42,97  | 3  |   |  |  |
|                |                  |                |     |        |    |   |  |  |
| Inscrits       | Inscrits         | Inscrits       | 744 | 100,00 |    |   |  |  |
| Abstentions    | Abstentions      | Abstentions    | 199 | 26,75  |    |   |  |  |
| Votants        | Votants          | Votants        | 545 | 73,25  |    |   |  |  |
| Blancs et nuls | Blancs et nuls   | Blancs et nuls | 47  | 8,62   |    |   |  |  |
| Exprimés       | Exprimés         | Exprimés       | 498 | 91,38  |    |   |  |  |

### Montsûrs
- Maire sortant : Jean-Noël Ravé (DVD)
- 19 sièges à pourvoir au conseil municipal (population légale 2011 : 2 076 habitants)
- 4 sièges à pourvoir au conseil communautaire (CC des Coëvrons)

|                | Jean-Noël Rave | DVD            | 651   | 100,00 | 19 | 4 |  |  |
|                |                |                |       |        |    |   |  |  |
| Inscrits       | Inscrits       | Inscrits       | 1 525 | 100,00 |    |   |  |  |
| Abstentions    | Abstentions    | Abstentions    | 599   | 39,28  |    |   |  |  |
| Votants        | Votants        | Votants        | 926   | 60,72  |    |   |  |  |
| Blancs et nuls | Blancs et nuls | Blancs et nuls | 275   | 29,70  |    |   |  |  |
| Exprimés       | Exprimés       | Exprimés       | 651   | 70,30  |    |   |  |  |

### Nuillé-sur-Vicoin
- Maire sortant : Michel Desprez
- 15 sièges à pourvoir au conseil municipal (population légale 2011 : 1 253 habitants)
- 1 sièges à pourvoir au conseil communautaire (CA Laval Agglomération)

|                | Mickaël Marquet | DVD            | 399 | 64,56  | 13 | 1 |  |  |
|                | Hubert Meilleur | DVD            | 219 | 35,43  | 2  |   |  |  |
|                |                 |                |     |        |    |   |  |  |
| Inscrits       | Inscrits        | Inscrits       | 852 | 100,00 |    |   |  |  |
| Abstentions    | Abstentions     | Abstentions    | 211 | 24,77  |    |   |  |  |
| Votants        | Votants         | Votants        | 641 | 75,23  |    |   |  |  |
| Blancs et nuls | Blancs et nuls  | Blancs et nuls | 23  | 3,59   |    |   |  |  |
| Exprimés       | Exprimés        | Exprimés       | 618 | 96,41  |    |   |  |  |

### Oisseau
- Maire sortant : Stéphane Manceau
- 15 sièges à pourvoir au conseil municipal (population légale 2011 : 1 191 habitants)
- 2 sièges à pourvoir au conseil communautaire (CC du Bocage Mayennais)

|                          | Stéphane Manceau * | DVD            | 411 | 67,59  | 13 | 2 |  |  |
|                          | Roger Bougle       | DVD            | 197 | 32,40  | 2  |   |  |  |
|                          |                    |                |     |        |    |   |  |  |
| Inscrits                 | Inscrits           | Inscrits       | 911 | 100,00 |    |   |  |  |
| Abstentions              | Abstentions        | Abstentions    | 268 | 29,42  |    |   |  |  |
| Votants                  | Votants            | Votants        | 643 | 70,58  |    |   |  |  |
| Blancs et nuls           | Blancs et nuls     | Blancs et nuls | 35  | 5,44   |    |   |  |  |
| Exprimés                 | Exprimés           | Exprimés       | 608 | 94,56  |    |   |  |  |
| * Liste du maire sortant |                    |                |     |        |    |   |  |  |

### Parné-sur-Roc
- Maire sortant : Élisabeth Pannard
- 15 sièges à pourvoir au conseil municipal (population légale 2011 : 1 263 habitants)
- 1 sièges à pourvoir au conseil communautaire (CA Laval Agglomération)

|                | Daniel Guerin      | DVD            | 553   | 71,07  | 13 | 1 |  |  |
|                | Christophe Foucher | DVG            | 225   | 28,92  | 2  |   |  |  |
|                |                    |                |       |        |    |   |  |  |
| Inscrits       | Inscrits           | Inscrits       | 1 000 | 100,00 |    |   |  |  |
| Abstentions    | Abstentions        | Abstentions    | 203   | 20,30  |    |   |  |  |
| Votants        | Votants            | Votants        | 797   | 79,70  |    |   |  |  |
| Blancs et nuls | Blancs et nuls     | Blancs et nuls | 19    | 2,38   |    |   |  |  |
| Exprimés       | Exprimés           | Exprimés       | 778   | 97,62  |    |   |  |  |

### Port-Brillet
- Maire sortant : Thierry Rousseau
- 19 sièges à pourvoir au conseil municipal (population légale 2011 : 1 876 habitants)
- 3 sièges à pourvoir au conseil communautaire (CA Laval Agglomération)

|                | Gilles Pairin  | DVD            | 453   | 52,92  | 15 | 2 |  |  |
|                | Fabien Robin   | DVG            | 403   | 47,07  | 4  | 1 |  |  |
|                |                |                |       |        |    |   |  |  |
| Inscrits       | Inscrits       | Inscrits       | 1 277 | 100,00 |    |   |  |  |
| Abstentions    | Abstentions    | Abstentions    | 389   | 30,46  |    |   |  |  |
| Votants        | Votants        | Votants        | 888   | 69,54  |    |   |  |  |
| Blancs et nuls | Blancs et nuls | Blancs et nuls | 32    | 3,60   |    |   |  |  |
| Exprimés       | Exprimés       | Exprimés       | 856   | 96,40  |    |   |  |  |

### Pré-en-Pail
- Maire sortant : Yves Cortès (UMP)
- 19 sièges à pourvoir au conseil municipal (population légale 2011 : 2 019 habitants)
- 5 sièges à pourvoir au conseil communautaire (CC du Mont des Avaloirs)

|                | Denis Geslain  | DVD            | 530   | 52,57  | 15 | 4 |  |  |
|                | Yves Cortes    | DVD            | 478   | 47,42  | 4  | 1 |  |  |
|                |                |                |       |        |    |   |  |  |
| Inscrits       | Inscrits       | Inscrits       | 1 500 | 100,00 |    |   |  |  |
| Abstentions    | Abstentions    | Abstentions    | 412   | 27,47  |    |   |  |  |
| Votants        | Votants        | Votants        | 1 088 | 72,53  |    |   |  |  |
| Blancs et nuls | Blancs et nuls | Blancs et nuls | 80    | 7,35   |    |   |  |  |
| Exprimés       | Exprimés       | Exprimés       | 1 008 | 92,65  |    |   |  |  |

### Quelaines-Saint-Gault
- Maire sortant : René Jallu (DVD)
- 19 sièges à pourvoir au conseil municipal (population légale 2011 : 2 041 habitants)
- 4 sièges à pourvoir au conseil communautaire (CC du Pays de Craon)

|                | Monique Cadot  | DVD            | 793   | 100,00 | 19 | 4 |  |  |
|                |                |                |       |        |    |   |  |  |
| Inscrits       | Inscrits       | Inscrits       | 1 516 | 100,00 |    |   |  |  |
| Abstentions    | Abstentions    | Abstentions    | 573   | 37,80  |    |   |  |  |
| Votants        | Votants        | Votants        | 943   | 62,20  |    |   |  |  |
| Blancs et nuls | Blancs et nuls | Blancs et nuls | 150   | 15,91  |    |   |  |  |
| Exprimés       | Exprimés       | Exprimés       | 793   | 84,09  |    |   |  |  |

### Renazé
- Maire sortant : Patrick Gaultier (PS)
- 23 sièges à pourvoir au conseil municipal (population légale 2011 : 2 677 habitants)
- 6 sièges à pourvoir au conseil communautaire (CC du Pays de Craon)

|                          | Patrick Gaultier * | DVG            | 896   | 64,92  | 19 | 5 |  |  |
|                          | Richard Flament    | DVD            | 484   | 35,07  | 4  | 1 |  |  |
|                          |                    |                |       |        |    |   |  |  |
| Inscrits                 | Inscrits           | Inscrits       | 1 892 | 100,00 |    |   |  |  |
| Abstentions              | Abstentions        | Abstentions    | 439   | 23,20  |    |   |  |  |
| Votants                  | Votants            | Votants        | 1 453 | 76,80  |    |   |  |  |
| Blancs et nuls           | Blancs et nuls     | Blancs et nuls | 73    | 5,02   |    |   |  |  |
| Exprimés                 | Exprimés           | Exprimés       | 1 380 | 94,98  |    |   |  |  |
| * Liste du maire sortant |                    |                |       |        |    |   |  |  |

### Saint-Baudelle
- Maire sortant : Maurice Boisseau
- 15 sièges à pourvoir au conseil municipal (population légale 2011 : 1 192 habitants)
- 2 sièges à pourvoir au conseil communautaire (CC Mayenne Communauté)

|                          | Maurice Boisseau * | DVG            | 415 | 100,00 | 15 | 2 |  |  |
|                          |                    |                |     |        |    |   |  |  |
| Inscrits                 | Inscrits           | Inscrits       | 881 | 100,00 |    |   |  |  |
| Abstentions              | Abstentions        | Abstentions    | 311 | 35,30  |    |   |  |  |
| Votants                  | Votants            | Votants        | 570 | 64,70  |    |   |  |  |
| Blancs et nuls           | Blancs et nuls     | Blancs et nuls | 155 | 27,19  |    |   |  |  |
| Exprimés                 | Exprimés           | Exprimés       | 415 | 72,81  |    |   |  |  |
| * Liste du maire sortant |                    |                |     |        |    |   |  |  |

### Saint-Berthevin
- Maire sortant : Yannick Borde (UDI)
- 29 sièges à pourvoir au conseil municipal (population légale 2011 : 7 282 habitants)
- 4 sièges à pourvoir au conseil communautaire (CA Laval Agglomération)

|                          | Yannick Borde * | DVD            | 2 426 | 65,81  | 24 | 3 |  |  |
|                          | Flora Gruau     | DVG            | 1 260 | 34,18  | 5  | 1 |  |  |
|                          |                 |                |       |        |    |   |  |  |
| Inscrits                 | Inscrits        | Inscrits       | 5 567 | 100,00 |    |   |  |  |
| Abstentions              | Abstentions     | Abstentions    | 1 748 | 31,40  |    |   |  |  |
| Votants                  | Votants         | Votants        | 3 819 | 68,60  |    |   |  |  |
| Blancs et nuls           | Blancs et nuls  | Blancs et nuls | 133   | 3,48   |    |   |  |  |
| Exprimés                 | Exprimés        | Exprimés       | 3 686 | 96,52  |    |   |  |  |
| * Liste du maire sortant |                 |                |       |        |    |   |  |  |

### Saint-Denis-d'Anjou
- Maire sortant : Roger Guédon
- 19 sièges à pourvoir au conseil municipal (population légale 2011 : 1 529 habitants)
- 3 sièges à pourvoir au conseil communautaire (CC du Pays de Château-Gontier)

|                | Roger Guedon   | DVD            | 507   | 100,00 | 19 | 3 |  |  |
|                |                |                |       |        |    |   |  |  |
| Inscrits       | Inscrits       | Inscrits       | 1 107 | 100,00 |    |   |  |  |
| Abstentions    | Abstentions    | Abstentions    | 398   | 35,95  |    |   |  |  |
| Votants        | Votants        | Votants        | 709   | 64,05  |    |   |  |  |
| Blancs et nuls | Blancs et nuls | Blancs et nuls | 202   | 28,49  |    |   |  |  |
| Exprimés       | Exprimés       | Exprimés       | 507   | 71,51  |    |   |  |  |

### Saint-Denis-de-Gastines
- Maire sortant : Charles Brochard
- 19 sièges à pourvoir au conseil municipal (population légale 2011 : 1 662 habitants)
- 2 sièges à pourvoir au conseil communautaire (CC de l'Ernée)

|                | Valérie Boittin | DVD            | 427   | 100,00 | 19 | 2 |  |  |
|                |                 |                |       |        |    |   |  |  |
| Inscrits       | Inscrits        | Inscrits       | 1 165 | 100,00 |    |   |  |  |
| Abstentions    | Abstentions     | Abstentions    | 382   | 32,79  |    |   |  |  |
| Votants        | Votants         | Votants        | 783   | 67,21  |    |   |  |  |
| Blancs et nuls | Blancs et nuls  | Blancs et nuls | 356   | 45,47  |    |   |  |  |
| Exprimés       | Exprimés        | Exprimés       | 427   | 54,53  |    |   |  |  |

### Saint-Fort
- Maire sortant : Patrick Fourmond
- 19 sièges à pourvoir au conseil municipal (population légale 2011 : 1 565 habitants)
- 3 sièges à pourvoir au conseil communautaire (CC du Pays de Château-Gontier)

|                | Gérard Prioux  | DVD            | 715   | 100,00 | 19 | 3 |  |  |
|                |                |                |       |        |    |   |  |  |
| Inscrits       | Inscrits       | Inscrits       | 1 338 | 100,00 |    |   |  |  |
| Abstentions    | Abstentions    | Abstentions    | 473   | 35,35  |    |   |  |  |
| Votants        | Votants        | Votants        | 865   | 64,65  |    |   |  |  |
| Blancs et nuls | Blancs et nuls | Blancs et nuls | 150   | 17,34  |    |   |  |  |
| Exprimés       | Exprimés       | Exprimés       | 715   | 82,66  |    |   |  |  |

### Saint-Fraimbault-de-Prières
- Maire sortant : Hubert Moll
- 15 sièges à pourvoir au conseil municipal (population légale 2011 : 1 020 habitants)
- 2 sièges à pourvoir au conseil communautaire (CC Mayenne Communauté)

|                          | Hubert Moll *  | DVG            | 303 | 100,00 | 15 | 2 |  |  |
|                          |                |                |     |        |    |   |  |  |
| Inscrits                 | Inscrits       | Inscrits       | 685 | 100,00 |    |   |  |  |
| Abstentions              | Abstentions    | Abstentions    | 244 | 35,62  |    |   |  |  |
| Votants                  | Votants        | Votants        | 441 | 64,38  |    |   |  |  |
| Blancs et nuls           | Blancs et nuls | Blancs et nuls | 138 | 31,29  |    |   |  |  |
| Exprimés                 | Exprimés       | Exprimés       | 303 | 68,71  |    |   |  |  |
| * Liste du maire sortant |                |                |     |        |    |   |  |  |

### Saint-Georges-Buttavent
- Maire sortant : Gérard Brodin
- 15 sièges à pourvoir au conseil municipal (population légale 2011 : 1 381 habitants)
- 2 sièges à pourvoir au conseil communautaire (CC Mayenne Communauté)

|                          | Gérard Brodin * | DVD            | 516   | 100,00 | 15 | 2 |  |  |
|                          |                 |                |       |        |    |   |  |  |
| Inscrits                 | Inscrits        | Inscrits       | 1 117 | 100,00 |    |   |  |  |
| Abstentions              | Abstentions     | Abstentions    | 439   | 39,30  |    |   |  |  |
| Votants                  | Votants         | Votants        | 678   | 60,70  |    |   |  |  |
| Blancs et nuls           | Blancs et nuls  | Blancs et nuls | 162   | 23,89  |    |   |  |  |
| Exprimés                 | Exprimés        | Exprimés       | 516   | 76,11  |    |   |  |  |
| * Liste du maire sortant |                 |                |       |        |    |   |  |  |

### Saint-Germain-le-Fouilloux
- Maire sortant : Marcel Blanchet
- 15 sièges à pourvoir au conseil municipal (population légale 2011 : 1 048 habitants)
- 1 sièges à pourvoir au conseil communautaire (CA Laval Agglomération)

|                          | Marcel Blanchet * | DVD            | 413 | 100,00 | 15 | 1 |  |  |
|                          |                   |                |     |        |    |   |  |  |
| Inscrits                 | Inscrits          | Inscrits       | 708 | 100,00 |    |   |  |  |
| Abstentions              | Abstentions       | Abstentions    | 183 | 25,85  |    |   |  |  |
| Votants                  | Votants           | Votants        | 525 | 74,15  |    |   |  |  |
| Blancs et nuls           | Blancs et nuls    | Blancs et nuls | 112 | 21,33  |    |   |  |  |
| Exprimés                 | Exprimés          | Exprimés       | 413 | 78,67  |    |   |  |  |
| * Liste du maire sortant |                   |                |     |        |    |   |  |  |

### Saint-Jean-sur-Mayenne
- Maire sortant : Olivier Barré
- 19 sièges à pourvoir au conseil municipal (population légale 2011 : 1 556 habitants)
- 1 sièges à pourvoir au conseil communautaire (CA Laval Agglomération)

|                | Olivier Barre  | DVD            | 633   | 100,00 | 19 | 1 |  |  |
|                |                |                |       |        |    |   |  |  |
| Inscrits       | Inscrits       | Inscrits       | 1 113 | 100,00 |    |   |  |  |
| Abstentions    | Abstentions    | Abstentions    | 377   | 33,87  |    |   |  |  |
| Votants        | Votants        | Votants        | 736   | 66,13  |    |   |  |  |
| Blancs et nuls | Blancs et nuls | Blancs et nuls | 103   | 13,99  |    |   |  |  |
| Exprimés       | Exprimés       | Exprimés       | 633   | 86,01  |    |   |  |  |

### Saint-Ouën-des-Toits
- Maire sortant : Gérard Monceau
- 19 sièges à pourvoir au conseil municipal (population légale 2011 : 1 678 habitants)
- 3 sièges à pourvoir au conseil communautaire (CA Laval Agglomération)

|                          | Gérard Monceau * | DVD            | 530   | 100,00 | 19 | 3 |  |  |
|                          |                  |                |       |        |    |   |  |  |
| Inscrits                 | Inscrits         | Inscrits       | 1 199 | 100,00 |    |   |  |  |
| Abstentions              | Abstentions      | Abstentions    | 456   | 38,03  |    |   |  |  |
| Votants                  | Votants          | Votants        | 743   | 61,97  |    |   |  |  |
| Blancs et nuls           | Blancs et nuls   | Blancs et nuls | 213   | 28,67  |    |   |  |  |
| Exprimés                 | Exprimés         | Exprimés       | 530   | 71,33  |    |   |  |  |
| * Liste du maire sortant |                  |                |       |        |    |   |  |  |

### Saint-Pierre-des-Nids
- Maire sortant : Henri Leblond
- 19 sièges à pourvoir au conseil municipal (population légale 2011 : 1 922 habitants)
- 5 sièges à pourvoir au conseil communautaire (CC du Mont des Avaloirs)

|                | Jean Rapy        | DVD            | 502   | 51,75  | 15 | 4 |  |  |
|                | Jean-Paul Fortin | DVD            | 468   | 48,24  | 4  | 1 |  |  |
|                |                  |                |       |        |    |   |  |  |
| Inscrits       | Inscrits         | Inscrits       | 1 457 | 100,00 |    |   |  |  |
| Abstentions    | Abstentions      | Abstentions    | 407   | 27,93  |    |   |  |  |
| Votants        | Votants          | Votants        | 1 050 | 72,07  |    |   |  |  |
| Blancs et nuls | Blancs et nuls   | Blancs et nuls | 80    | 7,62   |    |   |  |  |
| Exprimés       | Exprimés         | Exprimés       | 970   | 92,38  |    |   |  |  |

### Saint-Pierre-la-Cour
- Maire sortant : Claude Le Feuvre (DVD)
- 19 sièges à pourvoir au conseil municipal (population légale 2011 : 2 009 habitants)
- 3 sièges à pourvoir au conseil communautaire (CA Laval Agglomération)

|                | Claude Le Feuvre | DVD            | 703   | 68,78  | 16 | 3 |  |  |
|                | Michel Duval     | DVD            | 319   | 31,21  | 3  |   |  |  |
|                |                  |                |       |        |    |   |  |  |
| Inscrits       | Inscrits         | Inscrits       | 1 509 | 100,00 |    |   |  |  |
| Abstentions    | Abstentions      | Abstentions    | 450   | 29,82  |    |   |  |  |
| Votants        | Votants          | Votants        | 1 059 | 70,18  |    |   |  |  |
| Blancs et nuls | Blancs et nuls   | Blancs et nuls | 37    | 3,49   |    |   |  |  |
| Exprimés       | Exprimés         | Exprimés       | 1 022 | 96,51  |    |   |  |  |

### Soulgé-sur-Ouette
- Maire sortant : Jean-Michel Faguer
- 15 sièges à pourvoir au conseil municipal (population légale 2011 : 1 109 habitants)
- 1 sièges à pourvoir au conseil communautaire (CA Laval Agglomération)

|                | Michel Rocherulle | DVD            | 327 | 57,46  | 12 | 1 |  |  |
|                | Jean-Luc Corbeau  | DVD            | 242 | 42,53  | 3  |   |  |  |
|                |                   |                |     |        |    |   |  |  |
| Inscrits       | Inscrits          | Inscrits       | 753 | 100,00 |    |   |  |  |
| Abstentions    | Abstentions       | Abstentions    | 150 | 19,92  |    |   |  |  |
| Votants        | Votants           | Votants        | 603 | 80,08  |    |   |  |  |
| Blancs et nuls | Blancs et nuls    | Blancs et nuls | 34  | 5,64   |    |   |  |  |
| Exprimés       | Exprimés          | Exprimés       | 569 | 94,36  |    |   |  |  |

### Vaiges
- Maire sortant : Marc Bernier
- 15 sièges à pourvoir au conseil municipal (population légale 2011 : 1 157 habitants)
- 3 sièges à pourvoir au conseil communautaire (CC des Coëvrons)

|                          | Marc Bernier * | DVD            | 322 | 100,00 | 15 | 3 |  |  |
|                          |                |                |     |        |    |   |  |  |
| Inscrits                 | Inscrits       | Inscrits       | 776 | 100,00 |    |   |  |  |
| Abstentions              | Abstentions    | Abstentions    | 298 | 38,40  |    |   |  |  |
| Votants                  | Votants        | Votants        | 478 | 61,60  |    |   |  |  |
| Blancs et nuls           | Blancs et nuls | Blancs et nuls | 156 | 32,64  |    |   |  |  |
| Exprimés                 | Exprimés       | Exprimés       | 322 | 67,36  |    |   |  |  |
| * Liste du maire sortant |                |                |     |        |    |   |  |  |

### Villaines-la-Juhel
- Maire sortant : Alain Schmitt (DVD)
- 23 sièges à pourvoir au conseil municipal (population légale 2011 : 3 025 habitants)
- 8 sièges à pourvoir au conseil communautaire (CC du Mont des Avaloirs)

|                | Daniel Lenoir    | DVD            | 773   | 52,69  | 18 | 6 |  |  |
|                | Raymonde Perrier | DVD            | 694   | 47,30  | 5  | 2 |  |  |
|                |                  |                |       |        |    |   |  |  |
| Inscrits       | Inscrits         | Inscrits       | 2 259 | 100,00 |    |   |  |  |
| Abstentions    | Abstentions      | Abstentions    | 715   | 31,65  |    |   |  |  |
| Votants        | Votants          | Votants        | 1 544 | 68,35  |    |   |  |  |
| Blancs et nuls | Blancs et nuls   | Blancs et nuls | 77    | 4,99   |    |   |  |  |
| Exprimés       | Exprimés         | Exprimés       | 1 467 | 95,01  |    |   |  |  |

### Villiers-Charlemagne
- Maire sortant : Norbert Bouvet
- 15 sièges à pourvoir au conseil municipal (population légale 2011 : 1 061 habitants)
- 3 sièges à pourvoir au conseil communautaire (CC du Pays de Meslay-Grez)

|                | Jacques Sabin  | DVD            | 377 | 100,00 | 15 | 3 |  |  |
|                |                |                |     |        |    |   |  |  |
| Inscrits       | Inscrits       | Inscrits       | 747 | 100,00 |    |   |  |  |
| Abstentions    | Abstentions    | Abstentions    | 277 | 37,08  |    |   |  |  |
| Votants        | Votants        | Votants        | 470 | 62,92  |    |   |  |  |
| Blancs et nuls | Blancs et nuls | Blancs et nuls | 93  | 19,79  |    |   |  |  |
| Exprimés       | Exprimés       | Exprimés       | 377 | 80,21  |    |   |  |  |